# Jaruga (rejon mohylowski)
Jaruga (ukr. Яруга) – wieś na Ukrainie, w obwodzie winnickim, w rejonie mohylowskim, nad Dniestrem.
W czasach Rzeczypospolitej miejscowość w województwie bracławskim. Po powstaniu Chmielnickiego (1648) w obrębie pułku mohylowskiego (miasteczko sotenne) Ukrainy Prawobrzeżnej. Po pokoju w Karłowicach (1699) powróciła pod władzę Rzeczypospolitej. Odpadła od Polski w wyniku II rozbioru (1793) – znalazła się w ujeździe jampolskim guberni podolskiej. Do czasów Holocaustu około połowy mieszkańców stanowiła ludność żydowska.